# 若年寄
若年寄（わかどしより）とは
1. 江戸幕府の職名。老中に次ぐ重職[1][2]。本項で詳述する。
2. 幕府と同様に、一部の諸藩に置かれた役職名。本項では簡単に触れる。
3. 若年寄の語感から、俗に「年齢の割に老けた外見の男性」あるいは「若いのに年寄りのような（と考えられている）趣味または考えを持つ者」の意味として使われることがある。

## 江戸幕府の若年寄
全国支配の担当である老中に対し、旗本や御家人の支配を軸とする将軍家の家政を担当した。
寛永10年（1633年）に3代将軍徳川家光が、松平信綱・堀田正盛・三浦正次・阿部忠秋・太田資宗・阿部重次の側衆6名を日常の雑務を扱う六人衆としたことを嚆矢とする。このうちの4名がその後老中に昇進したためこの制度は慶安2年（1649年）に廃止され、その職掌は老中に移管された。これが寛文2年（1662年）、次の4代将軍徳川家綱のときに若年寄として復活した。若年寄は通常4人を定員とし、小禄の譜代大名から選任された。老中格・老中・御側御用人などに出世するための経験を積むことができる役職として羨望された。

## 江戸幕府の若年寄就任者

### 徳川家光時代
- 松平信綱（1633年 - 1635年）
- 阿部忠秋（1633年 - 1635年）
- 堀田正盛（1633年 - 1635年）
- 阿部重次（1633年 - 1638年）
- 太田資宗（1633年 - 1638年）
- 三浦正次（1633年 - 1639年）
- 土井利隆（1635年 - 1638年）
- 酒井忠朝（1635年 - 1638年）
- 朽木稙綱（1635年 - 1649年）

### 徳川家綱時代
- 久世広之（1662年 - 1663年）
- 土屋数直（1662年 - 1665年）
- 土井利房（1663年 - 1679年）
- 永井尚庸（1665年 - 1670年）
- 堀田正俊（1670年 - 1679年）
- 松平信興（1679年 - 1682年）
- 石川乗政（1679年 - 1682年）

### 徳川綱吉時代
- 堀田正英（1681年 - 1685年）
- 稲葉正休（1682年 - 1684年）
- 秋元喬知（1682年 - 1699年）
- 内藤重頼（1684年 - 1685年）
- 松平忠周（1685年）
- 太田資直（1685年 -　1686年）
- 稲垣重定（1685年 -　1689年）
- 大久保忠増（1687年 - 1688年）
- 三浦明敬（1689年）
- 山内豊明（1689年）
- 松平信孝（1689年 - 1690年）
- 内藤政親（1690年 - 1694年）
- 加藤明英（1690年 - 1711年）
- 松平正久（1694年 - 1696年）
- 米倉昌尹（1696年 - 1699年）
- 本多正永（1696年 - 1704年）
- 井上正岑（1699年 - 1705年）
- 稲垣重富（1699年 - 1709年）
- 永井直敬（1704年 - 1711年）
- 久世重之（1705年 - 1713年）
- 大久保教寛（1706年 -　1723年）

### 徳川家宣・家継時代
- 鳥居忠英（1711年 - 1716年）
- 水野忠之（1711年 - 1714年）
- 大久保常春（1713年 - 1728年）
- 森川俊胤（1714年 - 1717年）

### 徳川吉宗時代
- 石川総茂（1717年 - 1725年）
- 松平乗賢（1723年 - 1735年）
- 水野忠定（1723年 - 1748年）
- 本多忠統（1725年 - 1750年）
- 太田資晴（1728年 - 1734年）
- 小出英貞（1732年 - 1744年）
- 西尾忠尚（1734年 - 1745年）
- 板倉勝清（1735年 - 1760年）
- 戸田氏房（1744年 - 1758年）

### 徳川家重時代
- 加納久通（1745年 - 1748年）
- 堀直旧（1745年 - 1748年）
- 三浦義理（1745年 -　1749年）
- 堀田正陳（1745年 - 1751年）
- 秋元凉朝（1747年）
- 小堀政峯（1748年 - 1751年、1756年 - 1760年）
- 小出英持（1748年 - 1767年）
- 松平忠恒（1748年 - 1768年）
- 酒井忠休（1749年 - 1761年、1761年 - 1787年）
- 大岡忠光（1754年 - 1756年）
- 本多忠央（1758年）
- 水野忠見（1758年 - 1775年）

### 徳川家治時代
- 鳥居忠意（1760年 - 1761年、1762年 - 1781年）
- 酒井忠香（1765年 - 1788年）
- 加納久堅（1767年 - 1786年）
- 水野忠友（1768年 - 1777年）
- 松平忠順（1775年 - 1783年）
- 米倉昌晴（1777年 - 1785年）
- 太田資愛（1781年 - 1789年）
- 井伊直朗（1781年 - 1812年）
- 田沼意知（1783年 - 1784年）
- 安藤信成（1784年 - 1793年）
- 松平忠福（1785年 - 1788年）

### 徳川家斉時代
- 本多忠籌（1787年 - 1788年）
- 青山幸完（1788年 - 1791年）
- 京極高久（1788年 - 1808年）
- 堀田正敦（1790年 - 1832年）
- 立花種周（1793年 - 1805年）
- 加納久周（1793年 - 1797年）
- 青山忠裕（1796年 - 1800年）
- 松平乗保（1798年 - 1806年）
- 植村家長（1800年 - 1825年）
- 小笠原貞温（1805年 - 1822年）
- 水野忠成（1806年 - 1812年）
- 水野忠韶（1808年 - 1828年）
- 有馬誉純（1812年 - 1819年）
- 京極高備（1812年 - 1828年）
- 内藤信敦（1817年 - 1822年）
- 田沼意正（1819年 - 1825年）
- 森川俊知（1822年 - 1838年）
- 増山正寧（1822年 - 1842年）
- 林忠英（1825年 - 1841年）
- 永井尚佐（1827年 - 1839年）
- 堀親寚（1828年 - 1841年）
- 小笠原長貴（1829年 - 1840年）
- 本多助賢（1832年 - 1841年）
- 堀田正衡（1836年 - 1843年）
- 大岡忠固（1836年 - 1852年）

### 徳川家慶時代
- 松平忠恵（1838年 - 1854年）
- 水野忠実（1839年 - 1841年）
- 内藤頼寧（1840年 - 1841年）
- 遠藤胤統（1841年 - 1851年）
- 本庄道貫（1841年 - 1858年）
- 本多忠徳（1841年 - 1860年）
- 酒井忠毗（1843年 - 1862年、1863年、1864年 - 1865年）
- 鳥居忠挙（1851年 - 1857年）
- 森川俊民（1852年 - 1855年）

### 徳川家定・家茂時代
- 本郷泰固（1857年 - 1858年）
- 牧野康哉（1858年 - 1860年）
- 稲垣太篤（1858年 - 1860年）
- 安藤信睦（1858年 - 1860年）
- 諏訪忠誠（1860年 - 1861年、1862年 - 1864年）
- 堀之敏（1860年 - 1862年）
- 水野忠精（1860年 - 1862年）
- 遠山友詳（1861年 - 1862年、1864年 - 1867年）
- 加納久徴（1861年 - 1862年）
- 田沼意尊（1861年 - 1866年）
- 小笠原長行（1862年）
- 稲葉正巳（1862年 - 1864年、1865年 - 1866年）
- 平岡道弘（1862年 - 1867年）
- 有馬道純（1863年）
- 松平乗謨（1863年 - 1864年、1864年、1865年 - 1866年）
- 秋月種樹（1863年 - 1864年、1867年）
- 立花種恭（1863年 - 1868年）
- 本多忠紀（1864年、1866年 - 1867年）
- 土岐頼之（1864年 - 1865年）
- 増山正修（1865年 - 1866年）

### 徳川慶喜時代
- 保科正益（1866年 - 1867年）
- 松平正質（1866年 - 1867年）
- 京極高富（1866年 - 1868年）
- 大関増裕（1866年 - 1868年）
- 浅野氏祐（1867年）
- 戸田忠至（1867年）
- 川勝広運（1867年 - 1868年）
- 石川総管（1867年 - 1868年）
- 永井尚志（1867年 - 1868年）
- 平山敬忠（1867年 - 1868年）
- 永井尚服（1867年 - 1868年）
- 松平近説（1867年 - 1868年）
- 竹中重固（1867年 - 1868年）
- 堀直虎（1867年 -　1868年）
- 塚原昌義（1867年 -　1868年）
- 大久保忠寛（1868年）
- 服部常純（1868年）
- 今川範叙（1868年）
- 跡部良弼（1868年）
- 河津祐邦（1868年）
- 向山一履（1868年）

## 諸藩の若年寄
幕府と同様、会津藩や仙台藩などの諸藩でも若年寄職を設置していたところがあった。設置されている場合は家老に次ぐ役職であることが多い。会津藩の場合は3名置かれ、御用所の密事頭取などを統括した。仙台藩の若年寄については仙台藩の役職を参照されたい。